# Grauvogl (Adelsgeschlecht)

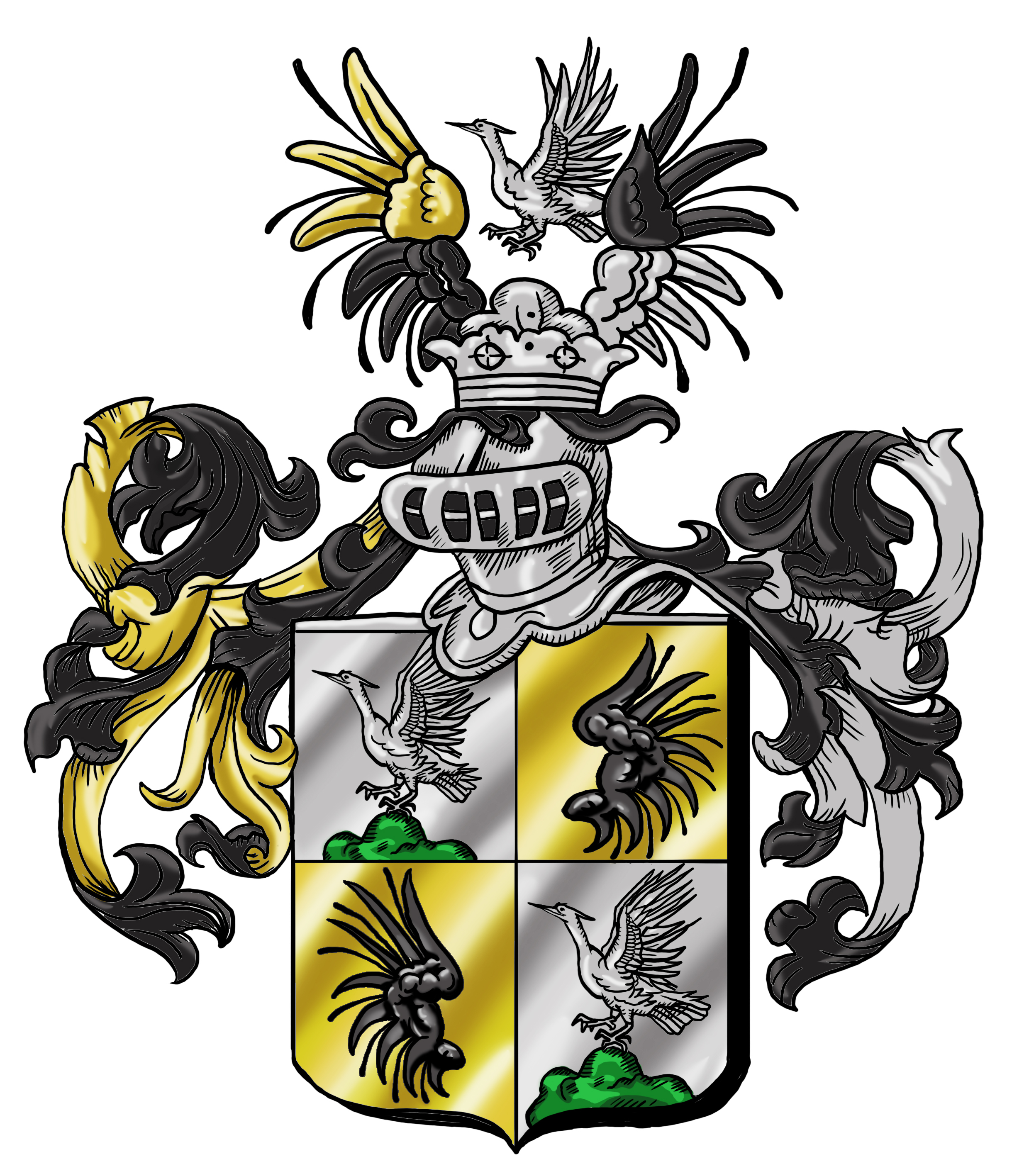
Wappen derer von Grauvogl

Grauvogl ist der Name eines bayerischen Adelsgeschlechts, dessen adelige Stammreihe 1779 mit Joseph Grauvogl beginnt.

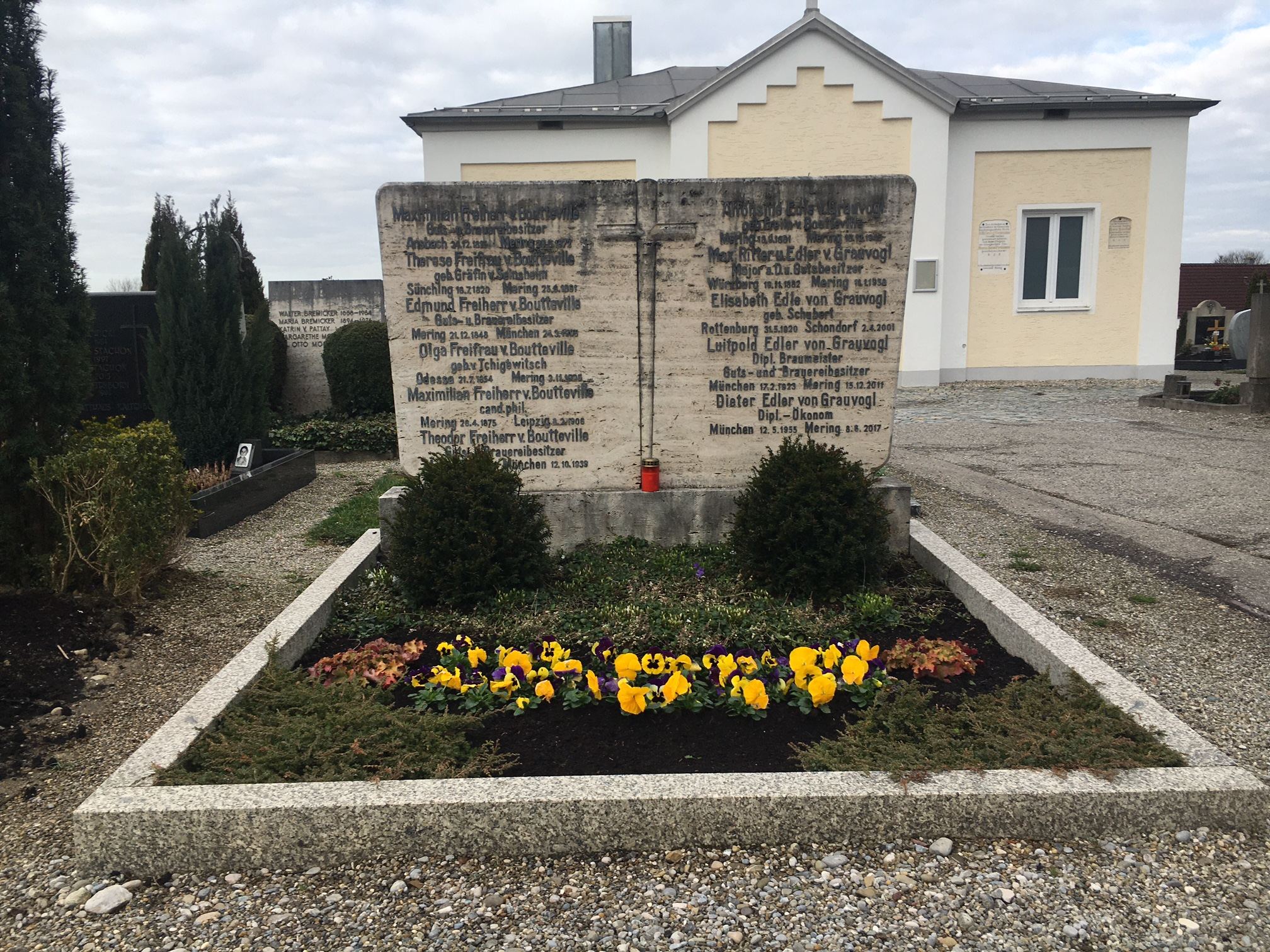
Grabstätte von Grauvogl/Boutteville Alter Friedhof Mering

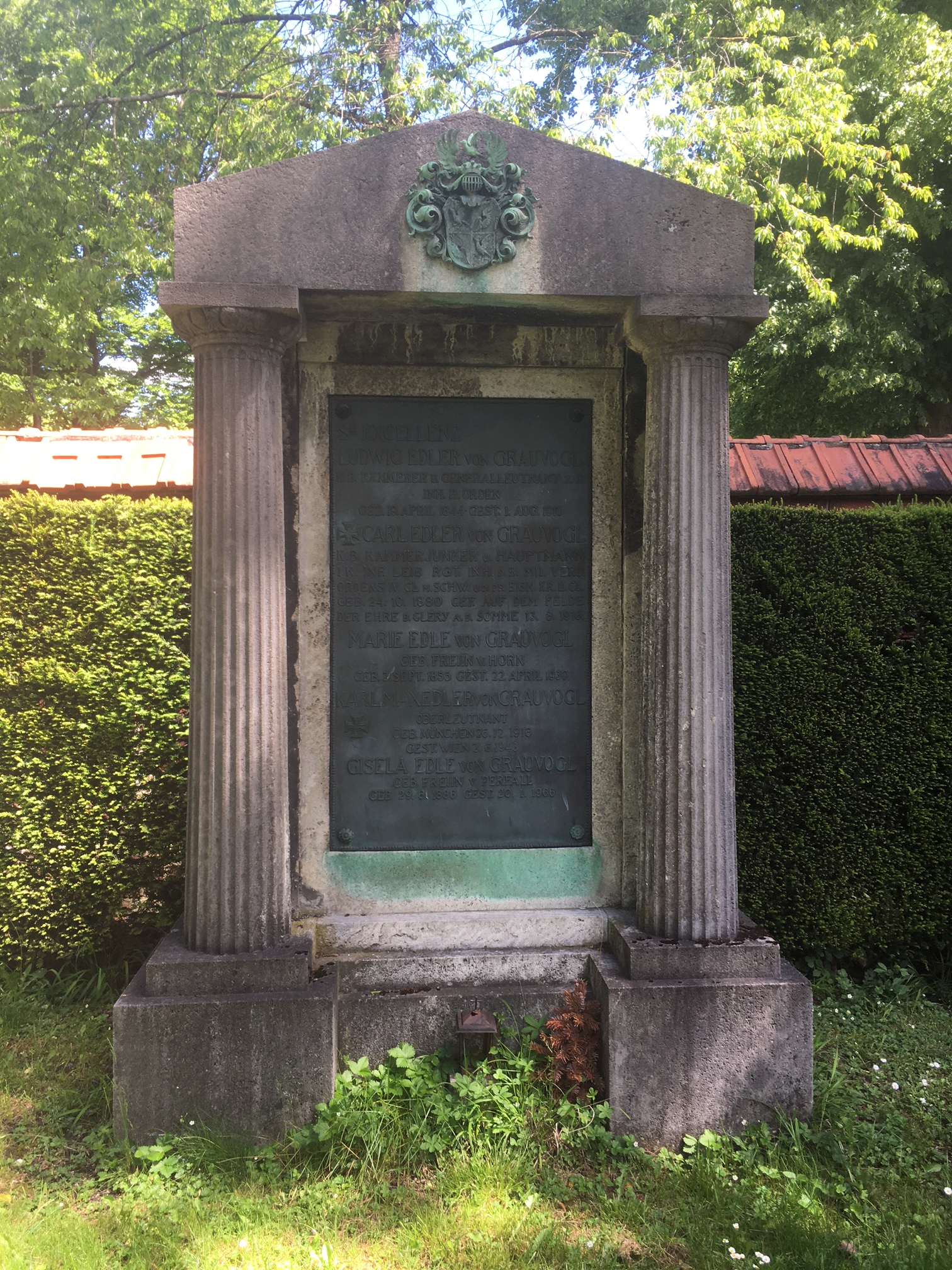
Familiengrabstätte von Grauvogel Nordfriedhof München

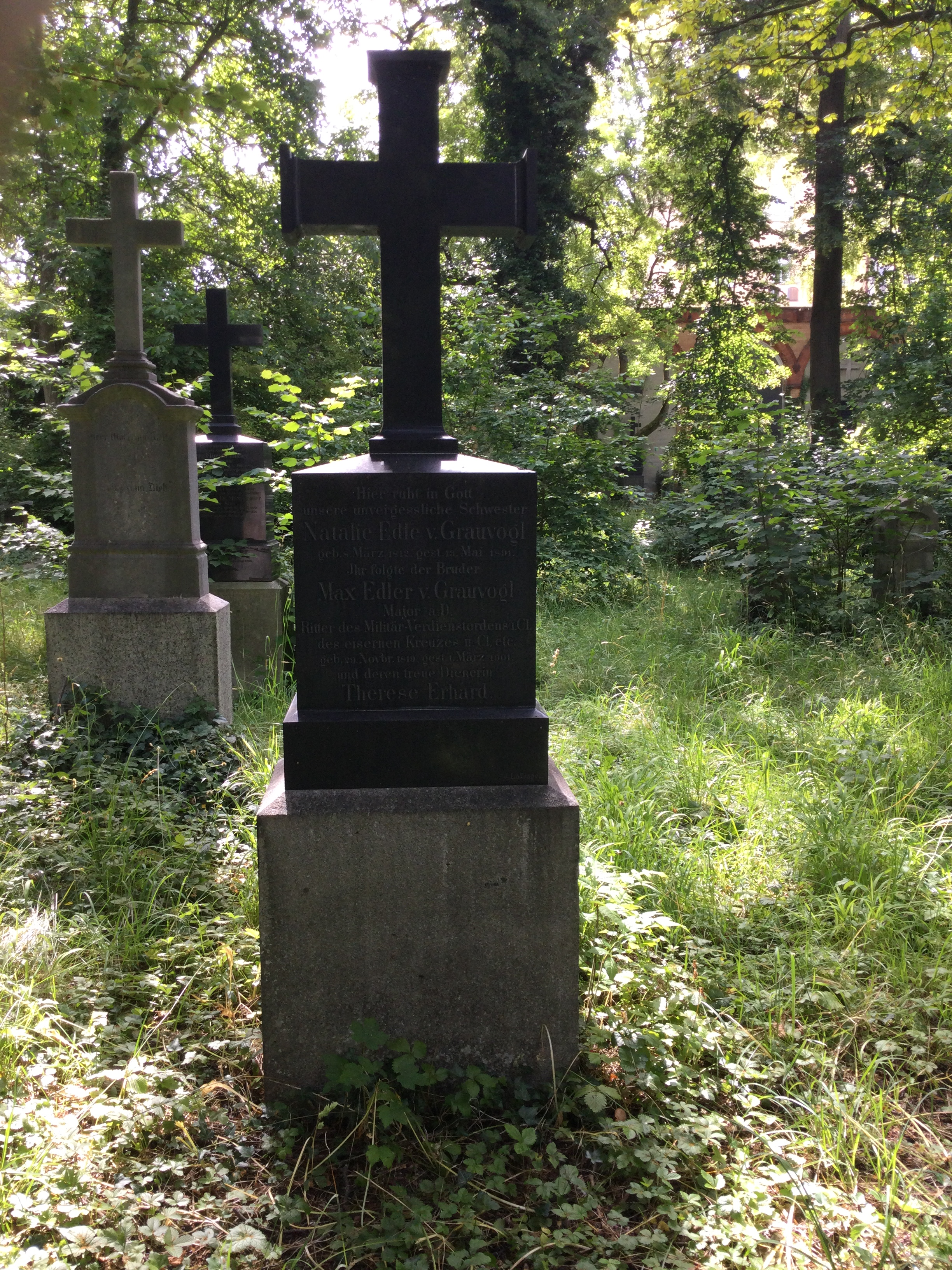
Grabstätte auf dem Alten Südfriedhof München

## Geschichte
Am 23. August 1779 wurde Joseph Grauvogl, kurfürstlicher pfalzbayerischer Hofkammerrat und Pflegskommissar zu Osterhofen, mit Edler von Grauvogl von Kurfürst Karl Theodor von Pfalz-Baiern in den kurfürstlich pfalzbayerischen Adelsstand erhoben. Die Immatrikulation im Königreich Bayern bei der Adelsklasse erfolgte für denselben, inzwischen königlich bayerischer Landrichter in Augsburg, am 23. November 1812.
1939 erbte das Geschlecht Schloss Mering.

## Wappen
Geviert, 1 und 4 in Silber ein von einem grünen Dreiberg auffliegender grauer Vogel, 2 und 3 im Geviert einwärts ein schwarzer Flügel. Auf dem Helm mit links schwarz-goldenen sowie rechts schwarz-silbernen Decken der vom Dreiberg auffliegende Vogel zwischen offenem, links von Schwarz und Gold, rechts von Silber und Schwarz geteilte Flug.

## Bekannte Mitglieder
- Ludwig von Grauvogl (1844–1910), bayerischer Generalleutnant. Grabstätte Nordfriedhof München.